# H.F. Rimmen
Helvig Ferdinand Magenus Christian Jørgen Andreas Rimmen bedre kendt som H.F. Rimmen (født 22. juli 1883 i København, død 21. juli 1959) var en dansk filmfotograf

## Filmografi
- Ved forenede Kræfter (1942) - Instruktion
- Sol over Danmark (1936) - Fotograf
- En dag paa Dronning Louises børnehospital 1929 (1929) - Foto
- Idrætsfilmen Internationale (1929) - Foto
- Fra Mørke til Lys (1928) - Instruktion
- Sporvejsfunktionærernes Musikforening i 1926 (1927) - Foto
- Børnenes Kontor (1926) - Foto
- Den store Grønlandsfilm (1922) - Foto
- Stodderprinsessen (1920) - Foto
- Kærlighed overvinder Alt (1919) - Foto
- Ansigtet i Floden (1918) - Foto
- De mystiske Fodspor (1918) - Foto
- Solen, der dræbte (1918) - Foto
- Avisdrengen (1918) - Foto
- Lykkens Budbringer (1918) - Foto
- Prinsessens Tilbeder (1918) - Foto
- Glædens Dag (1918) - Foto
- Troen, der frelser (1917) - Foto
- Vestens Børn (1917) - Foto
- Forbryderkongens Datter (1917) - Foto
- Mand mod Mand (1917) - Foto
- Ansigtet lyver II (1917) - Foto
- Kvinden med de smukke Øjne (1917) - Foto
- Synd skal sones (1917) - Foto
- Under Kærlighedens Aag (1917) - Foto
- Herregaards-Mysteriet (1917) - Foto
- Skriget fra Djævlekløften (1917) - Foto
- Truet Lykke (1916) - Foto
- Hjertestorme (1916) - Foto
- Naar Hjerterne kalder (1916) - Foto
- Gaardsangersken (1916) - Foto
- Den gæve Ridder (1915) - Foto
- Kærlighedens Firkløver (1915) - Foto
- I de unge Aar (1915) - Foto
- Hr. Petersens Debut (1915) - Foto
- Brandmandens Datter (1915) - Foto
- Den hvide Rytterske (1915) - Foto
- Lille Teddy (1915) - Foto
- Gissemands Kærlighedshistorie (1914) - Foto
- Kærlighed og Venskab (1912) - Foto

## Eksterne Henvisninger
- H.F. Rimmen på gravsted.dk
- H.F. Rimmen på Internet Movie Database (engelsk)
- H.F. Rimmen på Filmdatabasen
- H.F. Rimmen på danskefilm.dk
- H.F. Rimmen på danskfilmogtv.dk
- H.F. Rimmen på The Movie Database (engelsk)